# RAINBOW RAINBOW
『RAINBOW RAINBOW』（レインボー・レインボー）は、日本の音楽ユニットであるTM NETWORKのファースト・アルバム。
1984年4月21日にEPIC・ソニーからリリースされ、作詞は麻生香太郎、西門加里、小室哲哉、作曲は小室、木根尚登、プロデューサーは小室が担当している。音楽性はエレクトロ・ポップを基調としながらもラップ、AORなど様々な要素を導入している。
レコーディングは1983年10月1日から1984年2月4日までCBSソニー六本木スタジオおよびスタジオジャックスにて行われた。アルバムタイトルの由来は、虹の7色では収まりきらないバラエティー豊かなアルバムにしたいということから名付けられた。
先行シングルはなく、同時リリースされたシングル「金曜日のライオン (Take it to the lucky)」、後にシングルカットされた「1974 (16光年の訪問者)」を収録している。
オリコンチャートでは最高位71位となった。

## 背景
宇都宮隆、木根尚登が在籍していたロックバンドであるSPEEDWAYは、1979年9月5日にシングル「夢まで翔んで」でメジャーデビューを果たす。音楽性はアメリカン・ロックを志向しており、カーズやスーパートランプなどに影響を受けていた。1980年にリリースしたシングル「Rockin' On the 月光仮面」よりキーボード担当として新たに小室哲哉が加入し、後に2枚のアルバムをリリースするも、1981年に小室が脱退する。
1983年初頭に「小室が自腹で30万円出して、貸しスタジオを借りた」「コンピューターを使って、1日で仕上げた」「小室によるインストゥルメンタル曲が3曲収録された」内容のデモテープを小坂洋二に持ち込んだ。小坂はその内容の斬新さ・ポップさに驚きながらも、「これにボーカルが入っていたら、もっといい」と指摘する。
それを聞いた小室は新たなグループの結成を検討し、「中央でスポットライトを浴びて、ボーカルを取れる」と踏んだ宇都宮と木根を勧誘する。デモテープ「1974 / パノラマジック」を1983年3月から制作して、1983年4月13日に完成した。そして、そのデモテープを当時所属していたJun & Keiに内緒で15社のレコード会社と「フレッシュサウンズコンテスト」に応募した。送ったら2日後に15社・コンテスト全てから電話が鳴って応対に回ったが、エピック・ソニーが一番反応が遅かった。小室が「今すぐ聞いてくれ」と催促したら、15分後に小坂から「今すぐ来てくれ」と言われた。その後、小坂から「どういう形でデビューしたいのか」「どんなLPを作りたいのか」等色々な質問をされ、その時点でエピック・小坂と組むことを決め、小坂から「登場の仕方は派手な方がいいから、そのコンテストに優勝してきてよ」と要請される。
5月にTM NETWORKを結成する。同年8月には東京放送（TBSラジオ）および日本コカ・コーラの主催で開かれていたアマチュア歌手・バンドのコンテストである「フレッシュサウンズコンテスト」に出場し、「1974」を演奏してグランプリを受賞。1984年にエピック・ソニーからメジャーデビューする事が決定した。

## 録音
利用したレコーディングスタジオは、オタリのオープンリール式の16トラックか24トラックのマルチトラック・レコーダー・小さなミキシング・コンソール・Korg Polysixが各1台だけあり、専属のエンジニアが1人もおらず、当時活動していたフォークソングシンガー達からも「使えない」と見限られていた場所だった。小室は「小さなボーカルブースに何度も出入りして、殆どミキシング・コンソールを通さずにテープレコーダーに直接録音する」、「リズムはスネアドラムを借りて録る」、「一人の声を4回重ねる」、「環境の悪さが原因でノイズが入ったら、逆相で打ち消そうとその声域のノイズを入れる」、「スケジュールの都合でそのスタジオしか使えない場合はピアノが弾けないから、歌メロのデモは3人の声で録音する」等様々な工夫を凝らした。その経験から、小室は「『そのスタジオにある機材で何が出来るか』という実験性・遊び心を身に着けた」と回想している。そのスタジオ内での試行錯誤にスタジオ内での作業期間の3分の1を費やした。
シンセサイザーはRoland MC-8・PPG Wave 2.2・YAMAHA - DX7を主力とし、その他にもmoogやOberheim Electronics等の海外の当時の高級なシンセサイザーを多数使用した。揃えられたシンセサイザーは全てマニピュレーター小泉洋の私物であり、プログラミングの複雑な作業は全て小泉が担当した。最初はYAMAHA - DX1をメインにする予定だったが、発売日が遅れたためPPG Waveをメインにした。
小室の意向により、「カリビアーナ・ハイ」のように打ち込みでなくバンドスタイルでレコーディングしたいという意図があった曲では、何人かのミュージシャンが参加している。クレジットはLPレコードの帯の裏面にしか明記されていないが、北島健二をはじめその後のTM NETWORKに欠かせないサポートメンバーが参加している。但し、小室は「本来は終始テクノポップで押し通し、生のドラム・生のピアノ・生のギターを使わないトレヴァー・ホーンの手法に近づきたかった」と回想している。
宇都宮は「TM以前にやって来たバンドサウンドとは違うタイプのものだったし、初めて歌うような曲」「いきなりほとんどの曲に『ドラマーがいない』というところから始まるという全く違うレベルのものである」と称し、ある程度慣れて歌えるようになってから、それでも更に難しい曲が来た。宇都宮はその小室の独特の転調を持つ作風に挑むために、ドラムの音以外の全てのパートの音量を消した後に歌入れに参加した。
アルバム収録の際にボツとなった「OPEN YOUR HEART」は、小室のソロアルバム『Digitalian is eating breakfast』（1989年）収録の「OPERA NIGHT」としてメロディーを付け足し、歌詞、アレンジを変えて発表されている。お蔵入りしていたTMバージョンについてもベストアルバム『TMN RED』（1994年）に収録、また「グリニッジの光を離れて」についてもベストアルバム『Gift from Fanks T』（2020年）に収録され日の目を見ることになった。それ以外にも「QUATTRO」、「17 to 19」、「HAPPY BIRTHDAY YOUR POINT」、「LOVIN’YOU」、「悲しき16才」等ボツとなった曲があり、最終的には9曲に絞られた。
コンセプトは「お堅い事を抜きにして、夏のはじけ方をとにかく楽しんでもらう」「とりあえず気持ち良い音を出して、その時のテンションを最後まで押し通す」ことを目指した。

## 音楽性
全体を通して小室はエレクトロ・ポップを目指していたが、1曲目「カリビアーナ・ハイ」に関しては「1曲目からピコピコした音だけだったら、ポップなメロディとはいえ、あまりにも前衛的に聴こえてしまう」との理由で生演奏の曲となった。また、同曲は歌謡曲ではなくワム!を意識していたという。2曲目「クロコダイル・ラップ (Get away)」ではRun-D.M.C.やビースティ・ボーイズを意識してラップを導入しており、サウンドに関してはニューロマンティック調の音となった。3曲目の「1/2の助走 (Just for you and me now)」はAORの曲となっており、ジャクソン・ブラウンなどのウエストコート・サウンドに影響されている。また「今までにないような新しい音楽を生み出したかった」との言の通り、イギリスに傾倒しすぎた場合はアメリカに、ロックに傾倒しすぎた場合はAORやポップスに寄る等意図的にバランスを取っていたという。また、前年にイエロー・マジック・オーケストラが散開しテクノポップブームが過ぎ去っていたため、その類の音はご法度にしていたという。7曲目の「金曜日のライオン (Take it to the lucky)」に関しては、本来はアース・ウィンド・アンド・ファイアーをイメージした壮大なものであったがすべてシンセサイザーの音に集約される結果となった。また、歌詞に関しては当初別人に依頼していたものの、曲に詞を乗せる事が難しいとの理由で断られたため、小室自身が作詞した。詞の一部ではセルジオ・メンデスの影響を受けている。8曲目の「RAINBOW RAINBOW (陽気なアインシュタインと80年代モナリザの一夜) 」に関しては、ヒッピームーブメントの影響を受けたサイケデリックなカルチャーや、ウッドストック・フェスティバルなどの総決算のような世界観を目指した。9曲目の「パノラマジック (アストロノーツの悲劇)」では、トレヴァー・ホーンやブライアン・イーノが製作するような音を目指し、エレクトリック・ライト・オーケストラのテイストが含まれている。また、全体を通してボーカルに関しては全く加工されておらず、「宇都宮くんは大変だったと思います」と小室はコメントしている。
音楽誌『別冊宝島1532 音楽誌が書かないJポップ批評53 TMN&小室哲哉［ポップス神話創世］』にてライターのともえりょうのすけは、本作の音楽性や歌詞に対して「幻想的なシンセサウンドと物語性のある歌詞が特徴」と表現した他、音楽解説者の榊ひろとは後のTM NETWORKの音楽性よりもバンドサウンドに近い事を指摘した他、「曲調的にもラテン・フュージョンがかったちょっとハードなシティ・ポップスという風情」と述べ、80年代初頭の風俗やトレンドを反映した楽曲群であると位置付けた。

## リリース履歴
1984年4月21日にEPIC・ソニーより、LP、CT、CDの3形態でリリースされた。
その後1987年7月1日にCDのみ再リリースされた。その後も1991年9月5日、1996年6月17日、2000年3月23日と再リリースされ、2004年3月31日は完全限定生産盤のCD-BOX『WORLD HERITAGE DOUBLE-DECADE COMPLETE BOX』に紙ジャケット、24bitデジタルリマスタリング仕様で収録された。
2007年3月21日には単独で紙ジャケット、デジタルリマスタリング仕様でリリースされ、2013年2月20日にはデジタルリマスタリング仕様でBlu-spec CD2にてリリースされた。
| No. | 日付          | レーベル                      | 規格         | 規格品番                      | 最高順位 | 備考 |
| --- | ------------- | ----------------------------- | ------------ | ----------------------------- | -------- | --- |
| 1   | 1984年4月21日 | EPIC/SONY                     | LP CT CD     | 28･3H-117 28・6H-100 35･8H-11 | -        | |
| 2   | 1987年7月1日  | EPIC/SONY                     | CD           | 32･8H-126                     | 71位     | |
| 3   | 1991年9月5日  | Epic/Sony Records             | CD           | ESCB-1208                     | -        | |
| 4   | 1996年6月17日 | Epic/Sony Records             | CD           | ESCB-1751                     | -        | |
| 5   | 2000年3月23日 | Epic Records                  | CD           | ESCB-2113                     | -        | |
| 6   | 2004年3月31日 | Epic Records                  | CD           | ESCL-2521                     | -        | CD-BOX『WORLD HERITAGE DOUBLE-DECADE COMPLETE BOX』（完全生産限定盤）収録 紙ジャケット、24bitデジタルリマスタリング仕様 |
| 7   | 2007年3月21日 | GT music（Sony Music Direct） | CD           | MHCL-1034                     | -        | 紙ジャケット、デジタルリマスタリング仕様（完全生産限定盤）                                                              |
| 8   | 2013年2月20日 | GT music（Sony Music Direct） | Blu-spec CD2 | MHCL-30007                    | 215位    | デジタルリマスタリング仕様                                                                                              |

## アートワーク
発売当時、シングル・アルバム同時リリースでデビューする事自体が破格の扱いだったのもさる事ながら、ワニのお面を被った少女のジャケットが印象的であり、アーティスト自身が登場していないジャケットデザインは業界でも異例の事だった。因みに、その少女は後に1993年に宇都宮隆のソロツアーにコーラスとして参加したYURIAの妹である。ジャケット撮影を浜松の砂丘で行う際に、駅で5時間も待たされ寒い思いをしたため、「モデルの仕事を辞める」と言って辞めてしまった。

## ツアー
本作リリース後の6月18日に渋谷Live Inn、7月17日に梅田バナナホール、7月31日に渋谷Live Innにて「DEBUT CONCERT」と銘打ったライブが開催された。また同年12月5日に渋谷PARCO part3、12月27日に札幌教育文化会館にて公式では初となるライブ「ELECTRIC PROPHET」が開催された。

## 批評
| 専門評論家によるレビュー                                       | 専門評論家によるレビュー |
| レビュー・スコア                                               | レビュー・スコア         |
| 出典                                                           | 評価                     |
| -------------------------------------------------------------- | ------------------------ |
| CDジャーナル                                                   | 肯定的                   |
| 音楽誌が書かないJポップ批評53 TMN&小室哲哉［ポップス神話創世］ | 肯定的                   |

- 音楽情報サイト『CDジャーナル』では、「リーダーの小室哲哉を中心に、極めて音楽性の高い作品を提供している。音作りのプロセスも面白そう。いいバンドの出現に拍手![18]」、「ニューロマンティックの影響が色濃くみられ、すでに音楽センスの高さが垣間見える作品となっている[19]」と音楽性や楽曲作りに関して肯定的な評価を下している。

- 音楽誌『音楽誌が書かないJポップ批評53 TMN&小室哲哉［ポップス神話創世］』において音楽解説者の榊ひろとは、「クロコダイル・ラップ (Get Away)」に関して「TKサウンドの萌芽ともいうべきコード進行やメロディが聴かれる」とした他、「1/2の助走 (Just For You And Me Now)」を珠玉のバラードと表現、「1974 (16光年の訪問者)」や「RAINBOW RAINBOW (陽気なアインシュタインと80年代モナリザの一夜)」は「作詞の西門加里との相性の良さを示すことにもなった」など肯定的に評価しているが、反面これら以外の曲の印象が薄いとも指摘、さらに麻生香太郎の詞にはプレバブル期の空疎なオシャレ感が感じられるとした上で「全体的にいまひとつ焦点が絞りきれていない面は否めない」と指摘した[15]。しかし全体的な完成度はファーストアルバムとしては高いと評価し、宇都宮のボーカルが安定している事や木根が4曲の作曲に携わっている事が特筆すべき点であると主張した[15]。

- 田家秀樹は「イエロー・マジック・オーケストラがコンピューターを取り入れたのはやっぱり実験性がとても高かったんですけど、それを大衆音楽として開花させたのがTM NETWORK。その小さな芽がこのアルバムにありますね」と評している[20]。

## チャート成績
オリコンチャートではリリース当初はランキング外であった。1987年の再リリース版において最高位71位、登場回数6回、売り上げ枚数0.8万枚となった。

## 収録曲

### LP / CT
| 全編曲: 小室哲哉。 |                                        |            |           |       |
| #                  | タイトル                               | 作詞       | 作曲      | 時間  |
| 1.                 | 「カリビアーナ・ハイ」(CARIBBEANA-HI)  | 麻生香太郎 | 小室哲哉  | 4:28  |
| 2.                 | 「クロコダイル・ラップ」(GET AWAY)     | 小室哲哉   | 小室哲哉  | 4:02  |
| 3.                 | 「1/2の助走」(JUST FOR YOU AND ME NOW) | 西門加里   | 木根尚登  | 5:14  |
| 4.                 | 「1974 (16光年の訪問者)」(1974)        | 西門加里   | 小室哲哉  | 5:05  |
| 5.                 | 「クリストファー」(CHRISTOPHER)        | 麻生香太郎 | 木根尚登  | 4:25  |
| 合計時間:          | 合計時間:                              | 合計時間:  | 合計時間: | 23:14 |

| 全編曲: 小室哲哉。 |                                                                                     |            |                    |       |
| #                  | タイトル                                                                            | 作詞       | 作曲               | 時間  |
| 6.                 | 「イパネマ'84」(IPANEMA'84)                                                         | 西門加里   | 小室哲哉、木根尚登 | 4:44  |
| 7.                 | 「金曜日のライオン」(TAKE IT TO THE LUCKY)                                          | 小室哲哉   | 小室哲哉           | 5:09  |
| 8.                 | 「RAINBOW RAINBOW (陽気なアインシュタインと80年代モナリザの一夜)」(RAINBOW RAINBOW) | 西門加里   | 小室哲哉           | 5:32  |
| 9.                 | 「パノラマジック (アストロノーツの悲劇)」(PANORAMAGIC)                              | 麻生香太郎 | 木根尚登           | 4:10  |
| 合計時間:          | 合計時間:                                                                           | 合計時間:  | 合計時間:          | 19:35 |

### CD
| 全編曲: 小室哲哉。 |                                                                                     |            |                    |       |
| #                  | タイトル                                                                            | 作詞       | 作曲               | 時間  |
| 1.                 | 「カリビアーナ・ハイ」(CARIBBEANA-HI)                                               | 麻生香太郎 | 小室哲哉           | 4:28  |
| 2.                 | 「クロコダイル・ラップ」(GET AWAY)                                                  | 小室哲哉   | 小室哲哉           | 4:02  |
| 3.                 | 「1/2の助走」(JUST FOR YOU AND ME NOW)                                              | 西門加里   | 木根尚登           | 5:14  |
| 4.                 | 「1974 (16光年の訪問者)」(1974)                                                     | 西門加里   | 小室哲哉           | 5:05  |
| 5.                 | 「クリストファー」(CHRISTOPHER)                                                     | 麻生香太郎 | 木根尚登           | 4:25  |
| 6.                 | 「イパネマ'84」(IPANEMA'84)                                                         | 西門加里   | 小室哲哉、木根尚登 | 4:44  |
| 7.                 | 「金曜日のライオン'」(TAKE IT TO THE LUCKY)                                         | 小室哲哉   | 小室哲哉           | 5:09  |
| 8.                 | 「RAINBOW RAINBOW (陽気なアインシュタインと80年代モナリザの一夜)」(RAINBOW RAINBOW) | 西門加里   | 小室哲哉           | 5:32  |
| 9.                 | 「パノラマジック (アストロノーツの悲劇)」(PANORAMAGIC)                              | 麻生香太郎 | 木根尚登           | 4:10  |
| 合計時間:          | 合計時間:                                                                           | 合計時間:  | 合計時間:          | 42:49 |

### 曲解説
1. 「カリビアーナ・ハイ」 - CARIBBEANA-HI
本作で最後にレコーディングされた曲[14]。アルバムの入り口として分かりやすい曲を目指して制作された[14]。
その場にいた3人とスタジオミュージシャンの1発録りで、木根はピアノを担当した[21]。
2. 「クロコダイル・ラップ」 - GET AWAY
1stシングル「金曜日のライオン (Take it to the lucky)」のカップリング曲。
8ビートの楽曲しか歌ってこなかった宇都宮にとって、16ビートの楽曲を歌うのはこの曲が初めての挑戦であり、大変な思いで録った[21]。
3. 「1/2の助走」 - JUST FOR YOU AND ME NOW
本作で唯一のバラード曲。サックスプレイで中村哲が参加していたが、間奏のわずか8小節部分だけであったにも関わらず、リハの際、自分が納得いくまでフレーズを吹きなおしていた為、なかなか録音に入れず、ブース外にいた小室が木根に「ねぇ、もう（このフレーズで）いいよね？」と呟いたという。
当初はアップテンポなウェストコースト・ロックだったが、小室から「バラード風にアレンジしよう」と意見され、そのアイディアを木根が褒めると小室は「聞き入れる木根が一番偉い。普通ならこういう意見は嫌がられるのに」と言った[22]。
4. 「1974 (16光年の訪問者)」 - 1974
冒頭に英語での会話が挿入されているが、後に2ndシングルとしてシングルカットされた際にはカットされている。
なおライヴ等では基本的にこちらのバージョンが主として披露されている。
5. 「クリストファー」 - CHRISTOPHER
タイトルはSF小説から取られている[14]。
小室から曲を注文されたときに、木根がTM結成以前から持っていたストックを渡して、出来上がった[22]。
6. 「イパネマ'84」 - IPANEMA'84
反戦歌をイメージして制作した[23]。
宇都宮が機械的な音程に馴染んでいなかったため、歌いだしのメロディーは木根が担当した[14]。
デモテープの段階ではロック調のアレンジだった。その構成はライブで度々披露された[21]。
7. 「金曜日のライオン」 - TAKE IT TO THE LUCKY
本作と同時発売の1stシングル。表記は特に無いがシングル版と異なり、イントロ、リフレインがシングル版では「2サビ→1サビ→フェードアウト」に対し、「3サビ→2サビ→1サビ→フェードアウト」と全体的に長くなっているなど、アルバムバージョンとなっている。
ライヴ等では基本的にこちらのバージョンが主として披露されている。
8. 「RAINBOW RAINBOW (陽気なアインシュタインと80年代モナリザの一夜)」 - RAINBOW RAINBOW
アルバムタイトルとなった曲。本来、キーボードとピアノは小室が演奏する予定だったが小室が高熱を発症し、代わりに木根が演奏した。レコーディング前日にフレーズのイメージを確認するために木根は小室家に訪問した際、小室は高熱でフラフラしながら現れたという。
TMの楽曲に詩を付ける作家を探していた小坂洋二が、小室みつ子に本楽曲と「1974」を聞かせた際、そのバグパイプの様な音色の新鮮さ・それにニュー・ウェイヴのリズムとシンプルなメロディを絡み合わせた構成の面白さに感動した小室みつ子が「是非書いてみたい」と懇願した。小坂は「書いてみれば。もっとも、良くなかったら即ボツだけど」と言いながらも了承した[24]。
テーマの指示は特になく、小室みつ子は「この曲の不可思議な雰囲気と心地良いビートを壊さずに、ファンタジックな歌詞を乗せる」「自分の曲には書けない様なテーマを出す」ことを心掛け、デモテープからメロディを譜面に起こして、何度も書いた歌詞を合わせながら歌って確認した[24]。
単音・ビートの真っただ中でも、微妙な抑揚を作るために、英詞の割合が多い[24]。
出来上がった歌詞をチェックした小坂から、「3人が気に入ってくれた。メロディに上手くハマっていて、1文字も直す必要がなかった」と称賛された[24]。
佐野元春が「10年に1度出るか出ないかのポップなイントロだ」と絶賛した[21]。
小室は2014年に「BPMが速くて、出来上がった時にも『変な曲で受け入れてもらえないだろう』と痛感していたが、同時に『この構成は逆説的な意味で21世紀でも使える』と思った」と振り返っている[25]。
田家秀樹は「誰もが口ずさみたくなるメロディと転調の効果みたいなことが計算されている」「小室哲哉さんのメロディと宇都宮隆さんの歌がちゃんとそれだと分かるくらいにあるんですけど、音はかなり違いますね。『ポップ・ミュージックがいかにテクノロジーの進化と共にあるか』という、本当にいい例ですね」と評している[20]。
9. 「パノラマジック (アストロノーツの悲劇)」 - PANORAMAGIC
歌詞はほとんど木根が書き上げ、麻生が少々直した[22]。
後に2ndシングル「1974 (16光年の訪問者)」のカップリング曲としてシングルカットされた。

## スタッフ・クレジット

### TM NETWORK
- 小室哲哉 - ボーカル、キーボード 、ピアノ
- 宇都宮隆 - ボーカル
- 木根尚登 - ボーカル、キーボード、ピアノ、アコースティックギター

### 参加ミュージシャン
- 北島健二 - エレクトリックギター
- 阿部薫 - ドラム、シモンズ
- 山内薫 - ベース
- 浜口茂外也 - パーカッション
- 中村哲 - サックス
- 小泉洋 - コンピュータプログラミング、シンセサイザーマニピュレート

### スタッフ
- 小坂洋二 - エグゼクティブ・プロデューサー
- 松村慶子 - スーパーバイザー
- 伊東俊郎 - エンジニア
- 大森正人 - セカンド・エンジニア
- かいはらともゆき - セカンド・エンジニア
- 笠井鉄平 - マスタリング・エンジニア